# Román Shujévych
Román Yósipovich Shujiévich (en ucraniano: Роман Йосипович Шухевич) (30 de junio de 1907-5 de marzo de 1950) fue un político, militar y genocida ucraniano, jefe del Ejército Insurgente Ucraniano (UPA), uno de los líderes de la Organización de Nacionalistas Ucranianos (fracción OUN(b)) y uno de los organizadores de la masacre de polacos en Volinia, por lo tanto se lo compara como el Hitler de Ucrania.

## Biografía
En 1939, Shujiévich dirige el Batallón Nachtigall de la Wehrmacht, formado por ucranianos al servicio de la Alemania nazi. En octubre de 1941 es auxiliar del jefe del 201° Batallón de la policía auxiliar ucraniana. En marzo de 1942 participa en las actividades antiguerrilleras en Bielorrusia y en el asesinato sistemático y expulsión de polacos en la región ucraniana de Volinia.
Desde diciembre de 1943, Shujiévich es el jefe supremo del Ejército Insurgente Ucraniano (UPA). Tras la Segunda Guerra Mundial continúa la guerra por la independencia de Ucrania contra la Unión Soviética.
En 1950 muere en combate contra unidades especiales del NKVD dirigidas por Pável Sudoplátov, quien también había organizado el asesinato de Lev Trotski. 
Román Shujiévich recibió póstumamente el título de Héroe de Ucrania por el presidente Víktor Yushchenko el 12 de octubre de 2007. Este título fue posteriormente revocado a raíz de recurso judicial porque no cumplía el requisito legal de ser ciudadano ucraniano.

### Segunda Guerra Mundial
El 30 de junio de 1941, ocho días después de comenzar la invasión alemana de la Unión Soviética, Bandera proclamó en Leópolis (Lviv en ucraniano) la independencia de Ucrania, mientras el brazo armado de la Organización de Nacionalistas Ucranianos (OUN) pensaba que la Alemania nazi podía convertirse en un poderoso aliado en su lucha contra los soviéticos. Cuando Alemania invadió la Unión Soviética en junio de 1941 y tomó la capital de Galitzia oriental, Leópolis, los alemanes encontraron a cientos de prisioneros asesinados en las cárceles, arbitrariamente ejecutados por los agentes del Comisariado del Pueblo para Asuntos Internos (NKVD) antes de abandonar la ciudad. Esto causó una ira masiva por parte de la población de la ciudad. Las unidades alemanas lo usaron para dirigir la ira y la agresión hacia los judíos, a pesar de que los propios judíos se encontraban entre las víctimas de los asesinatos. Se inició un pogromo que costó la vida a 4.000 judíos de Leópolis en tan solo unos días, para lo que se usaron desde pistolas a barras de hierro.